# City Records
City Records — сербский звукозаписывающий лейбл, основанный в 1997 году Желько Митровичем, дочерняя компания Pink Media Group. Сегодня является одним из ведущих лейблов Сербии и всех Балкан. Контракт с лейблом имеет множество сербских знаменитых певцов, но также компания ищет молодых исполнителей в своих шоу «Пинкове звезде» и «Пинкове звездице». Под маркой City Records выпускается не только музыка, но и видеопродукция.